# Тростяница (Закарпатская область)
Тростяница (укр. Тростяниця) — село в Кольчинской поселковой общине Мукачевского района Закарпатской области Украины.
Население по переписи 2001 года составляло 179 человек. Почтовый индекс — 89630. Телефонный код — 3131. Занимает площадь 0,422 км². Код КОАТУУ — 2122786605.